# Sesc Avenida Paulista
O Sesc Avenida Paulista é um centro de cultura e lazer localizado na Avenida Paulista na cidade de São Paulo, pertence a instituição brasileira privada Serviço Social do Comércio (SESC). O prédio que antes abrigou a administração do SESC entre 1978 a 2005, foi reformado  por oito anos, 2010-2018, para receber o público.
Com três eixos centrais, corpo, tecnologia e arte, o prédio divide suas atividades em seus 17 andares, abrigando oficinas, apresentações, exposições, entre outras atividades.

## Configuração
- Térreo: Onde é a entrada do prédio, também abriga um um espaço de pé aberto direito duplo, funcionando como uma praça Praça multiúso, apresentações e exposições são realizadas nesse espaço. Há também um paraciclo com 43 vagas.[3][4][5]

Térreo
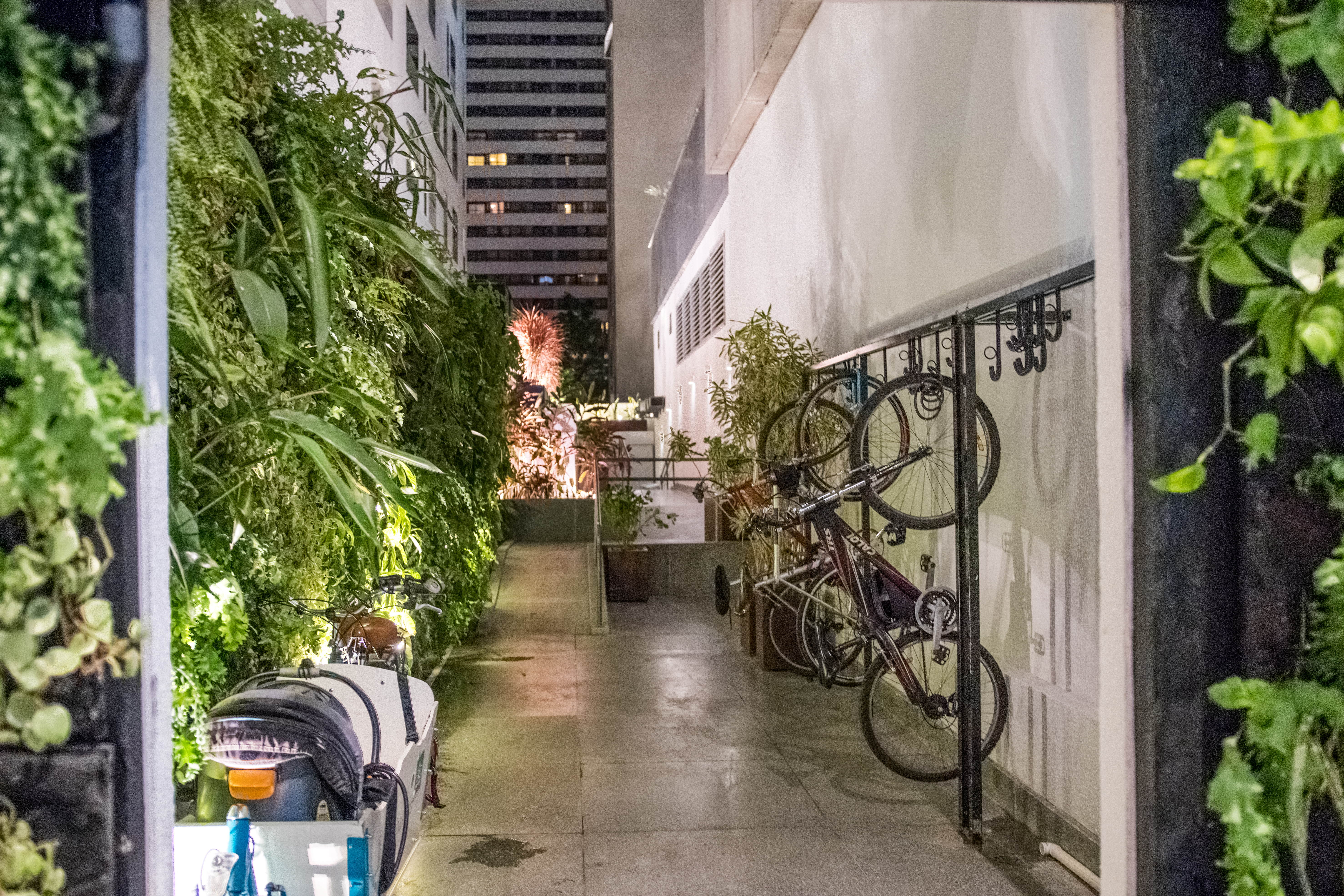
Paraciclo no térreo

- 2° andar: central de relacionamento, uma área de convivência e loja do Sesc.
- 3°andar: É um espaço para crianças, com brinquedos, área para alimentação, fraldário, sanitários próprios.

3°andar
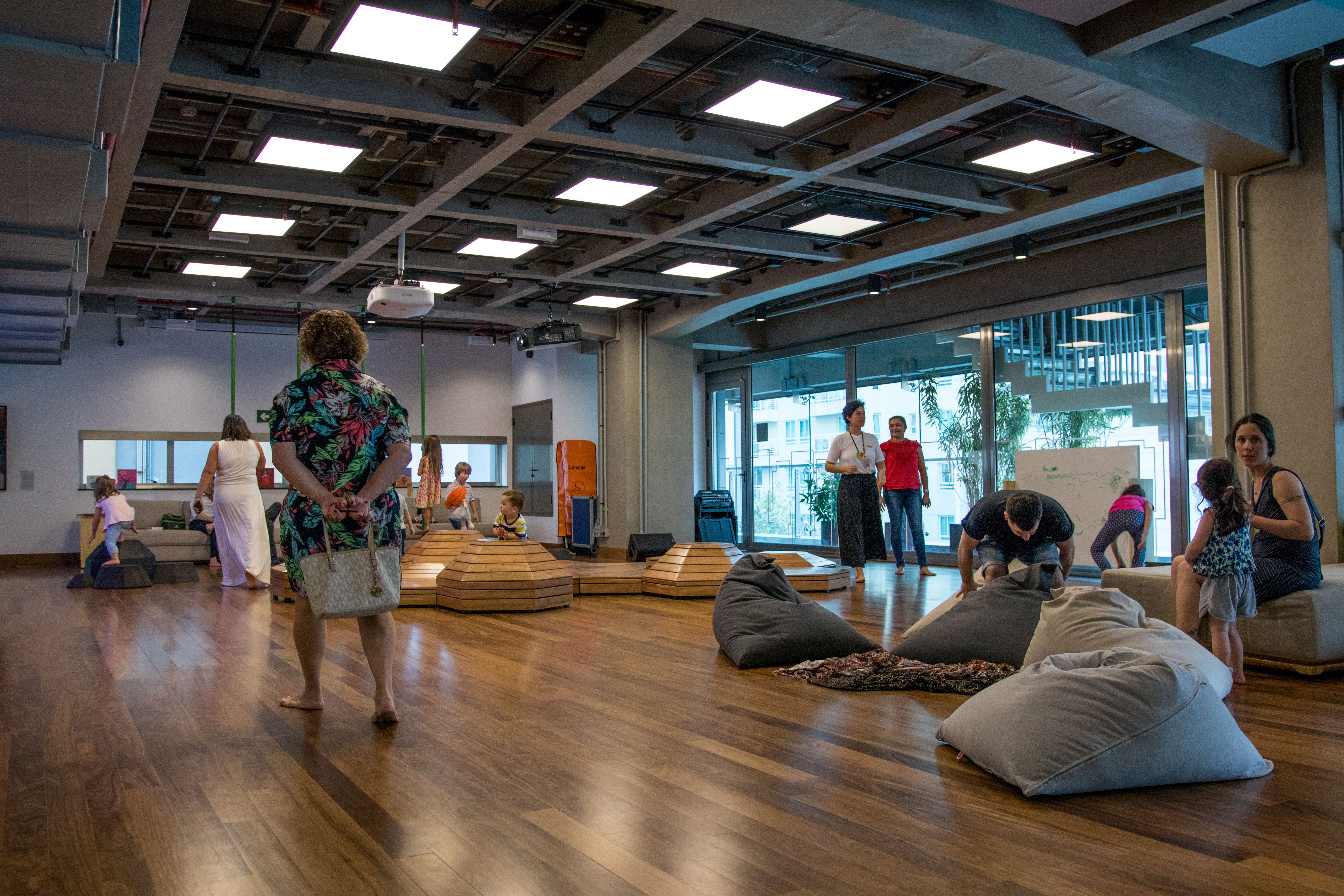
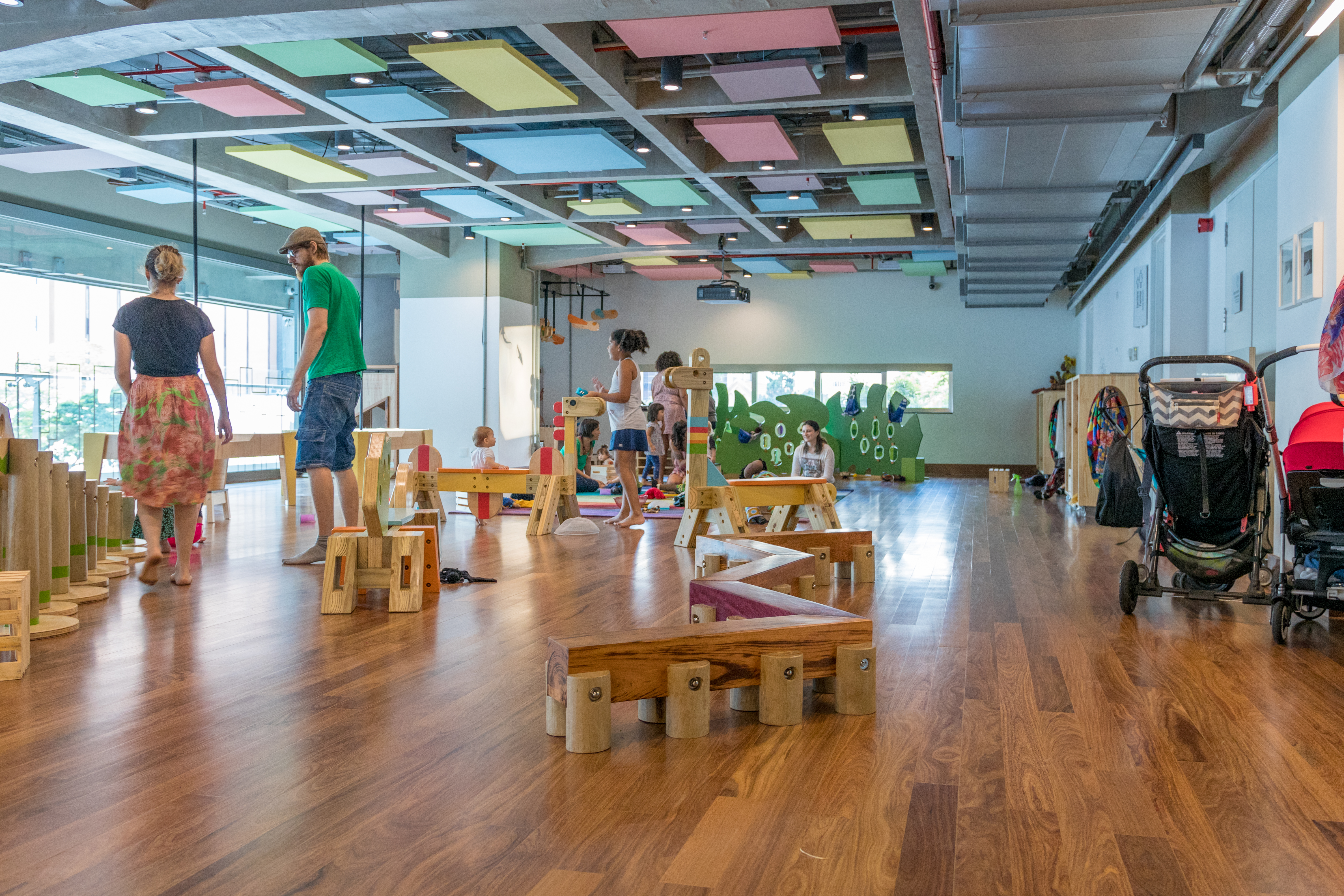

- 4° andar: o andar é estruturado para que se realize atividades artísticas, mas conta também com duas salas para cursos.

4° andar
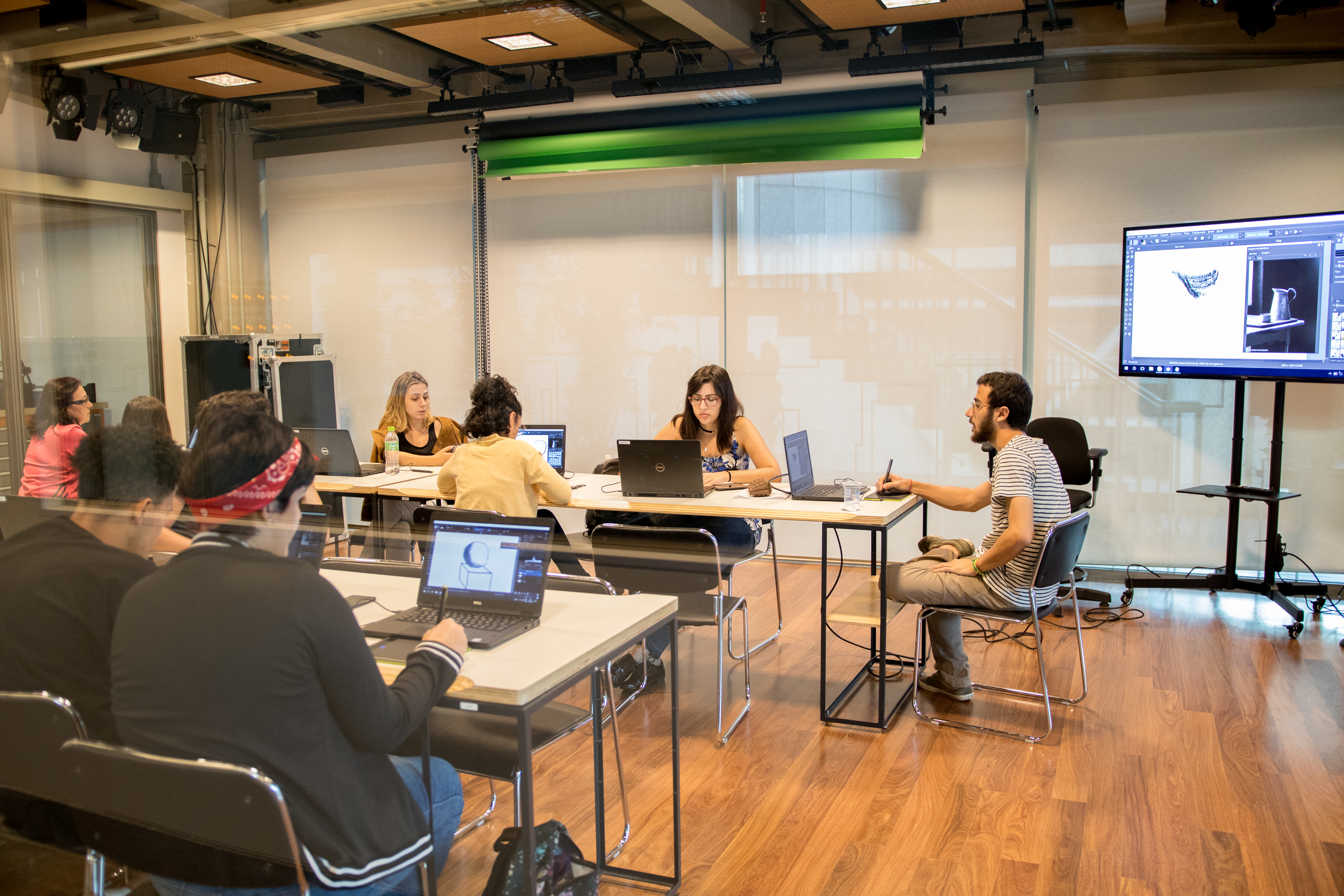

- 5º, 6º andares: Espaços Arte 1 espaços de pé direito duplo, então o quinto e o sexto são um espaço dedicado a uma exposição,  ambientes de exposições, instalações artísticas e espetáculos, presente um camarim, galeria e um espaço para ações educativas.
- 7° andar: Andar dedicado ao apoio técnico do Sesc, exclusivo à funcionários.
- 8° andar: Serviço de odontologia:

recepção do serviço de Odontologia
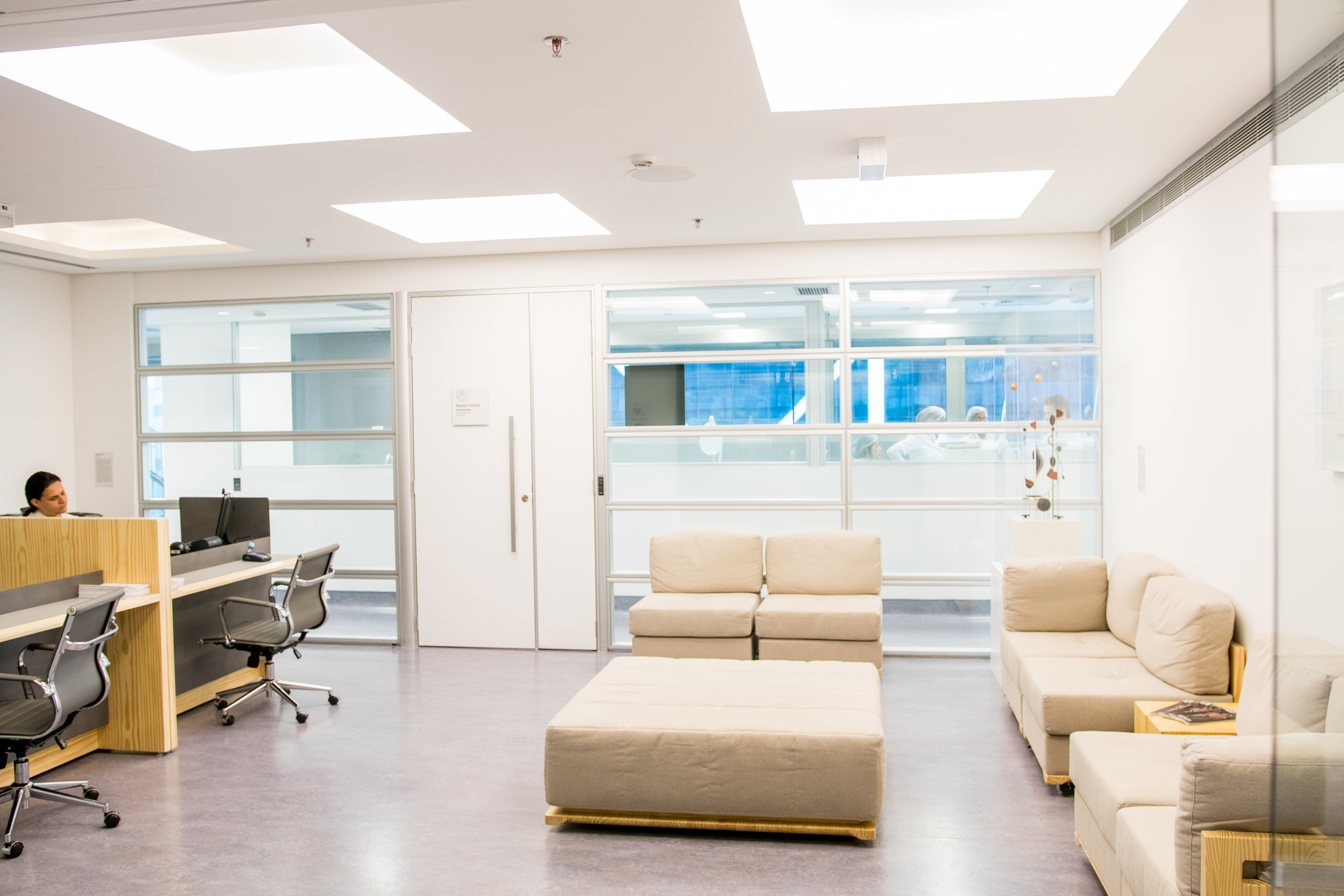

- 9° andar: Andar dedicado ao apoio técnico do Sesc, exclusivo à funcionários.
- 10º ao 12º andares:Espaços Corpo compreendem espaços de para práticas esportivas, ginástica e pilates.

Espaço Corpo
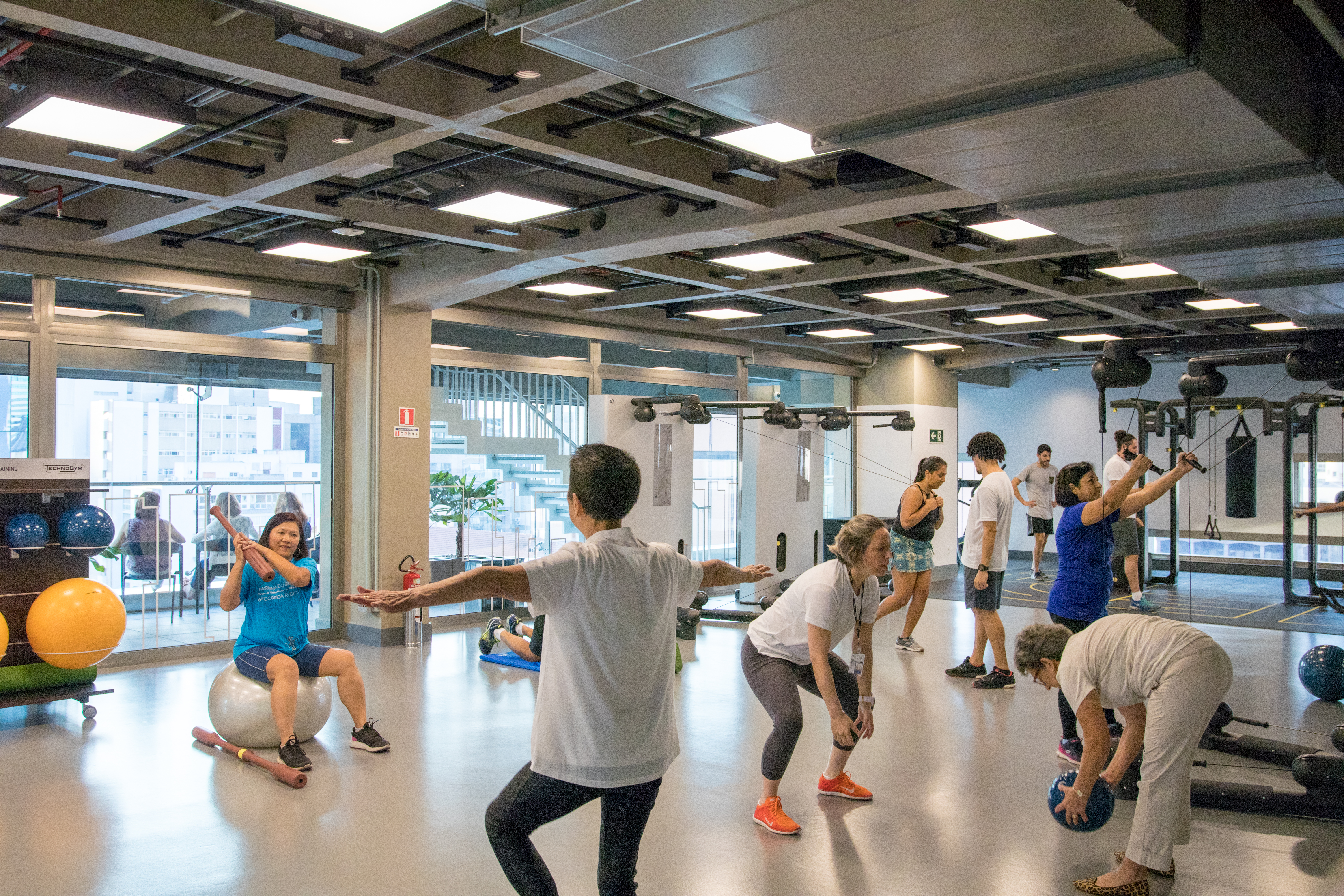
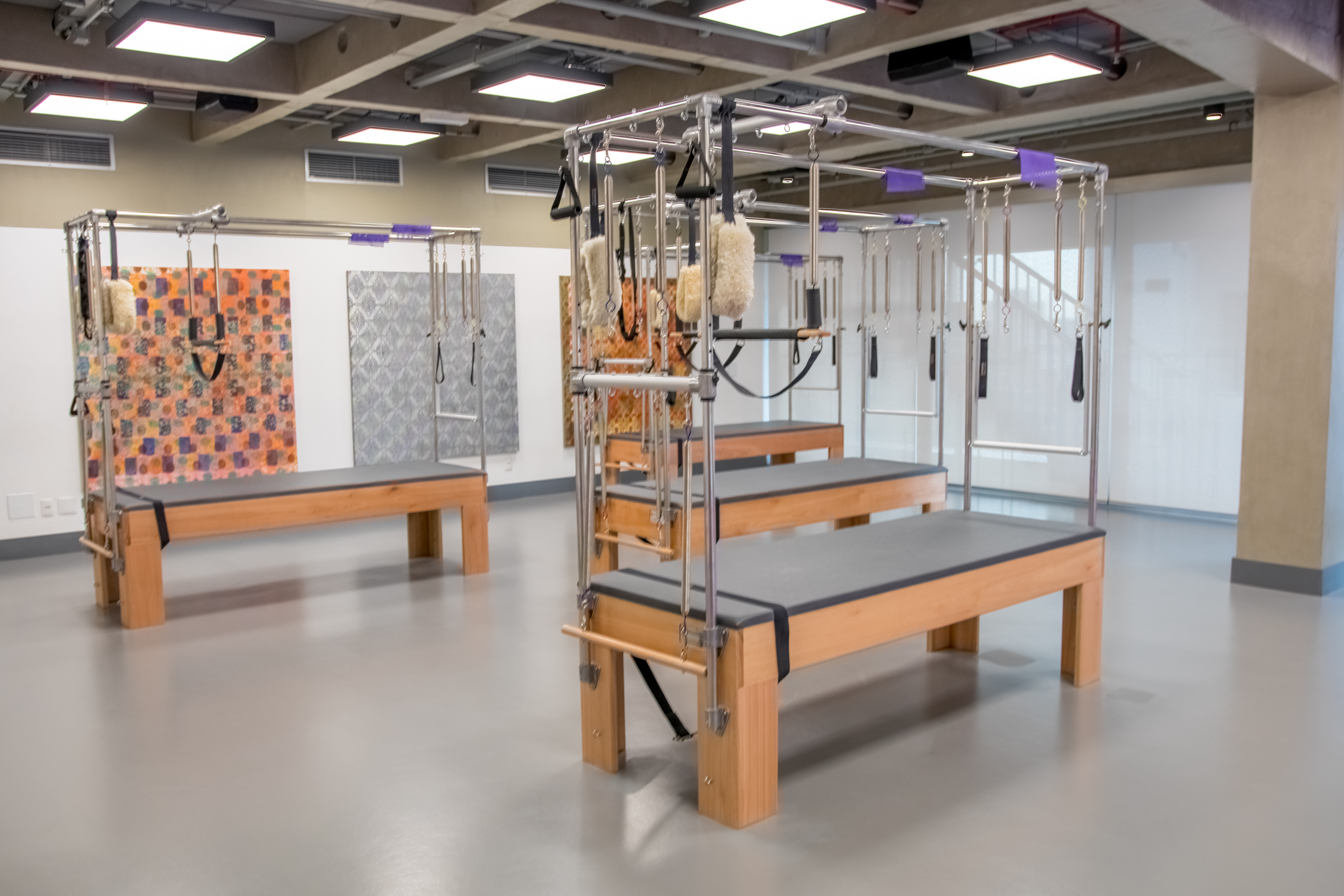
estúdio de pilates
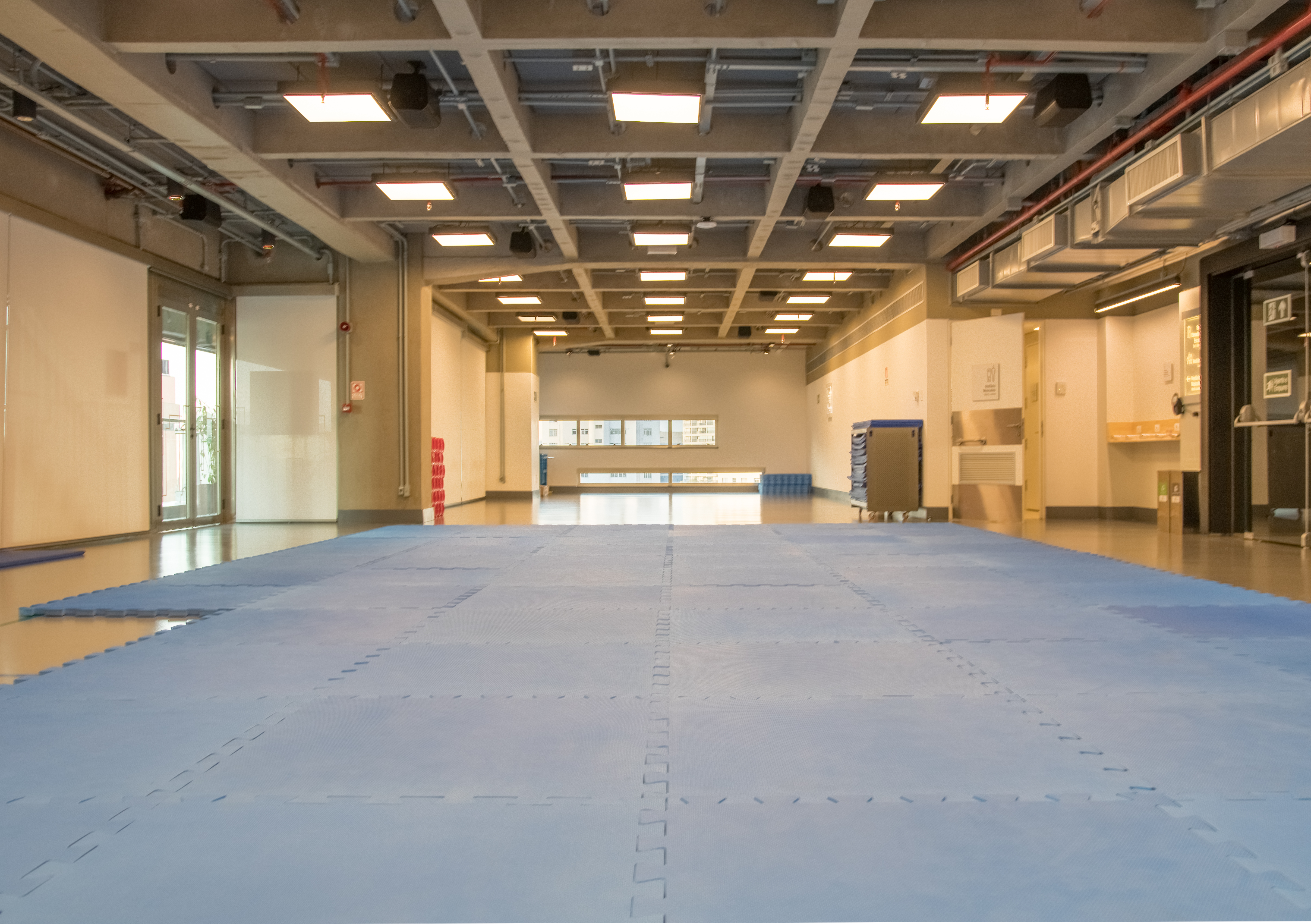

- 13° e 14° andares:Espaços Arte 2 espaços de pé direito duplo, espaço versátil com possibilidades de abrigar apresentações, instalações artísticas, exposições.
- 15° andar: Biblioteca, além de livros, quadrinhos, jornais e revistas, ainda tem um espaço para interações, como leitura de histórias, oficinas, encontro com escritores, entre outras.

Biblioteca
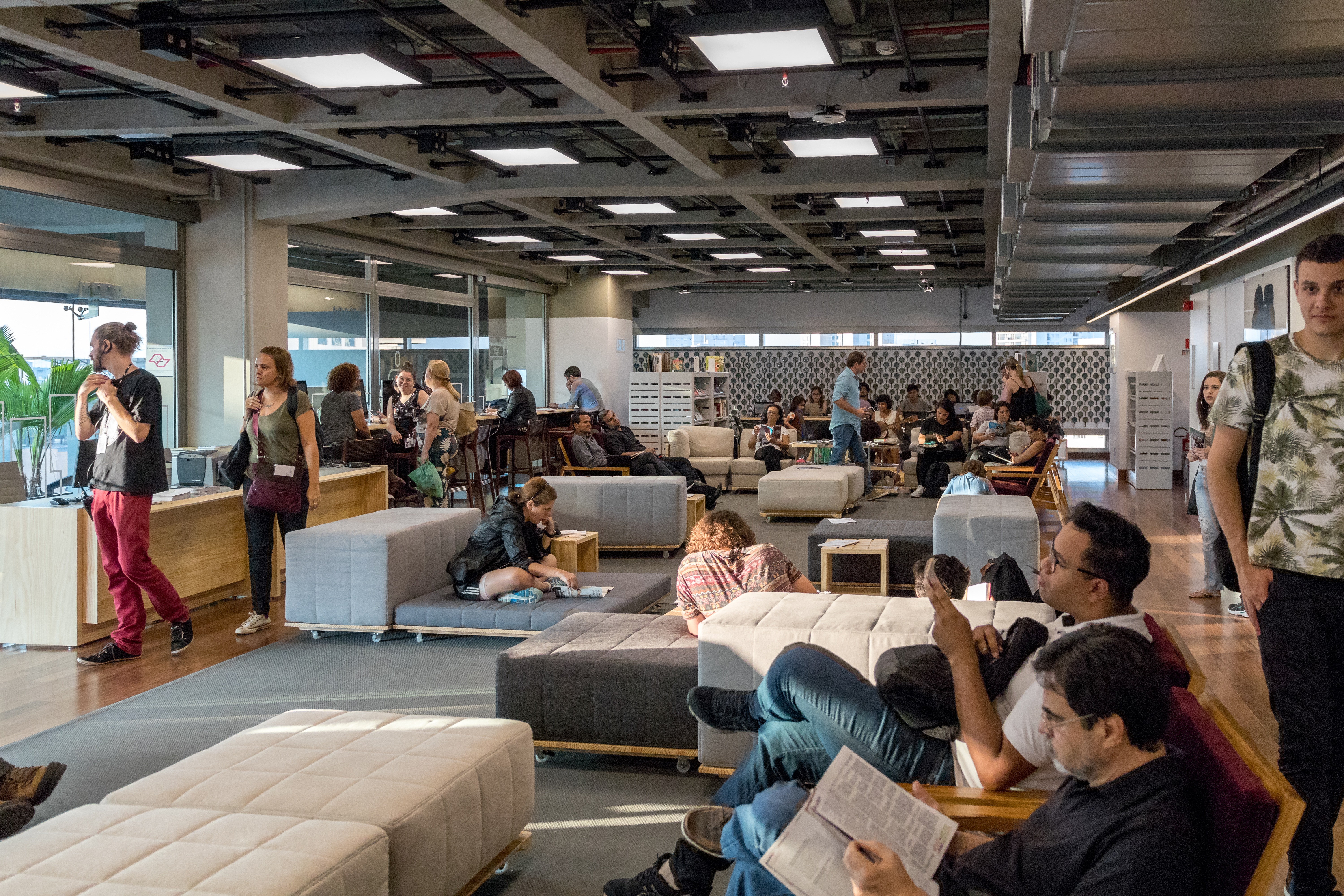
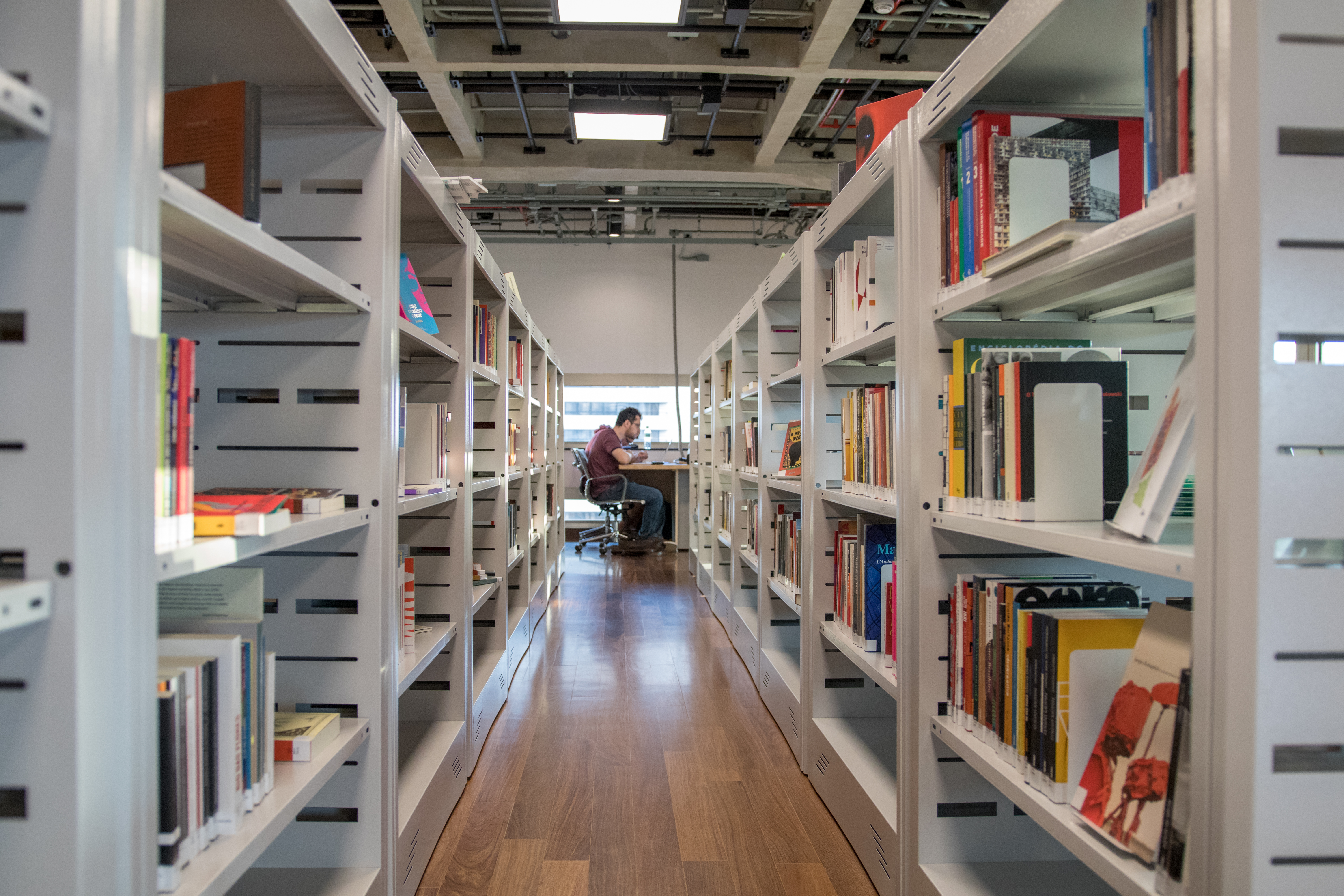
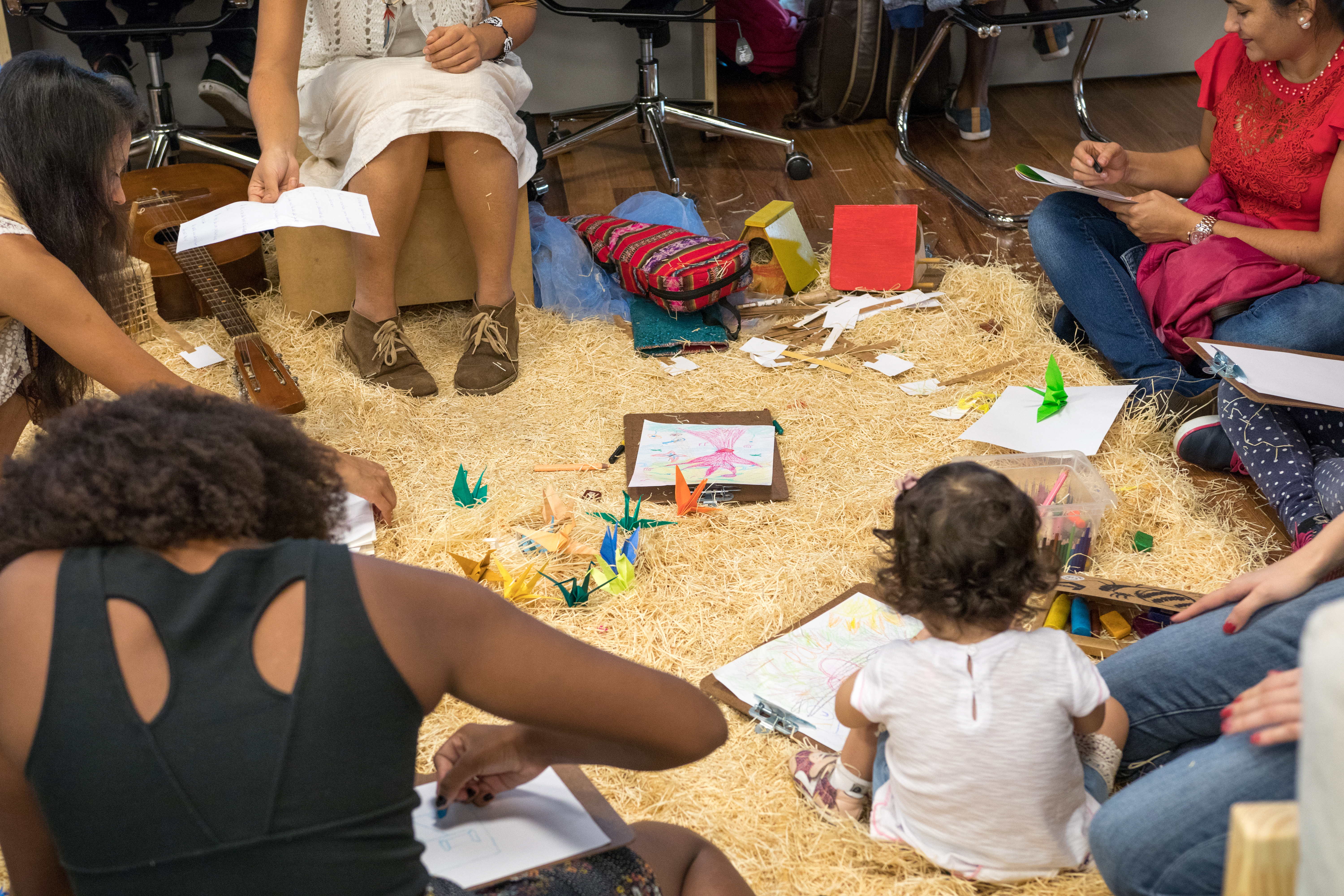

- 16º andar:Comedoria, o restaurante do Sesc, oferece almoço, jantar, e refeições rápidas entre estes.

Comedoria
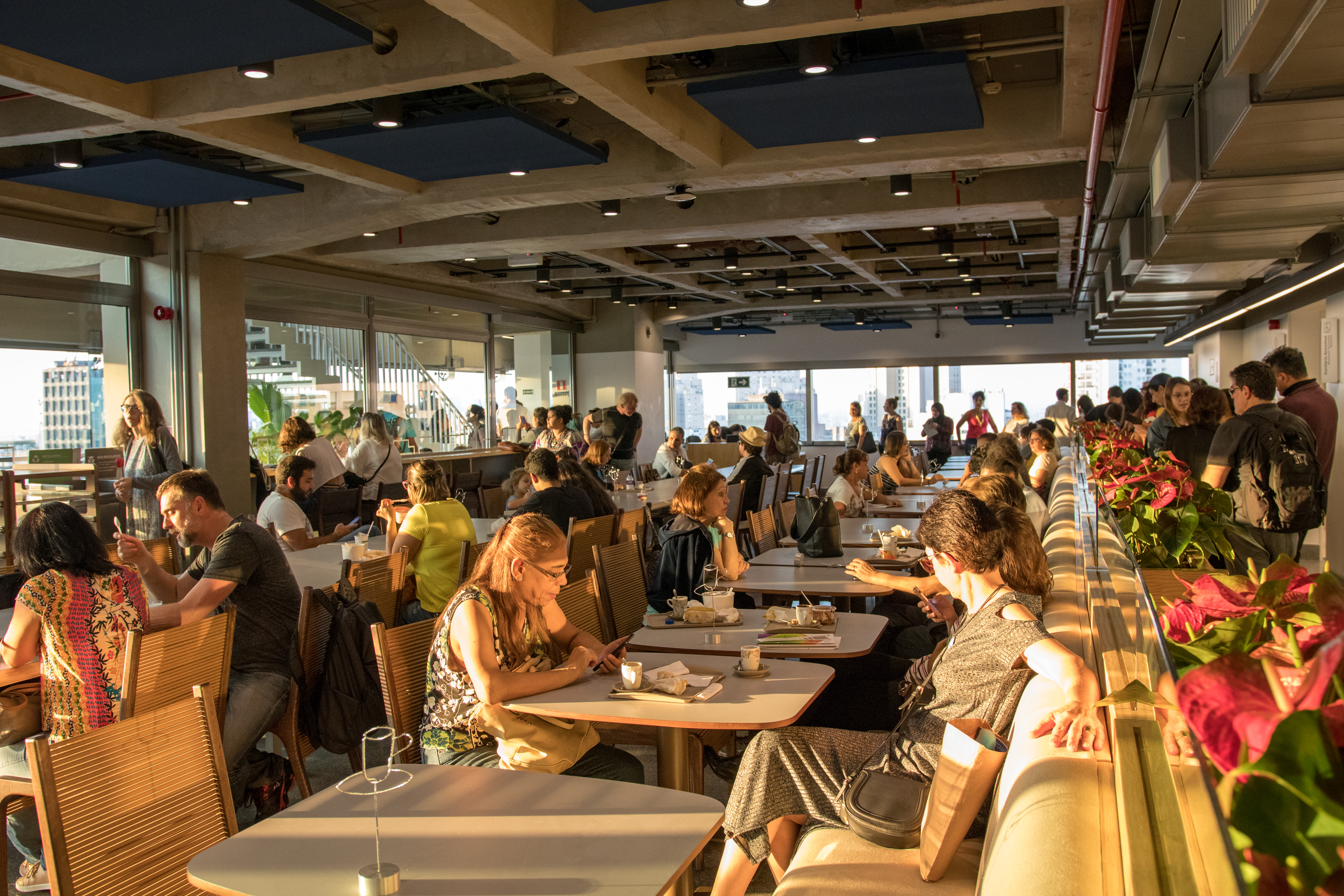

- 17º andar: Café Terraço e Mirante com vista para a avenida Paulista e parte da cidade de São Paulo.

17° andar
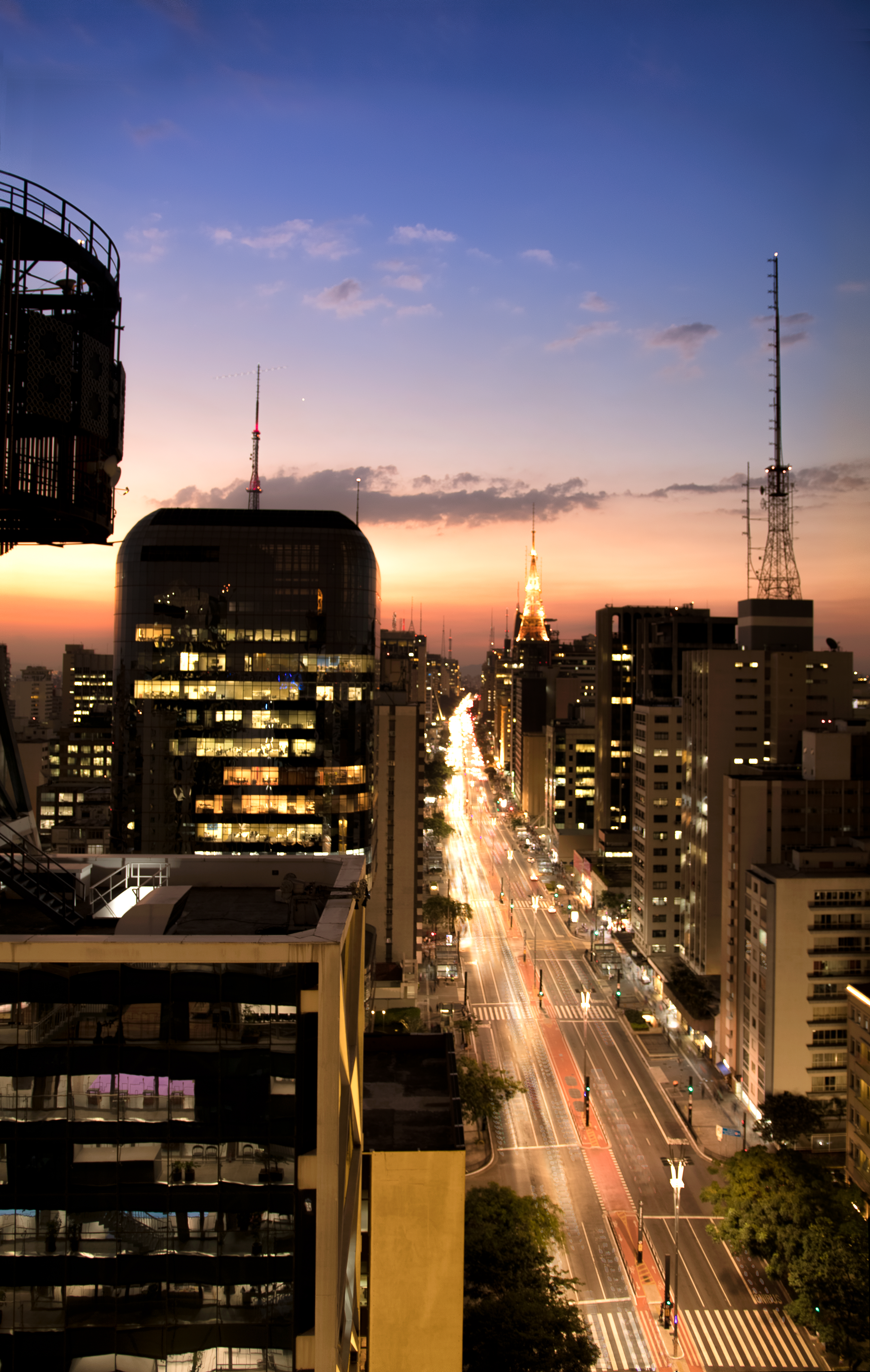
Vista da Avenida Paulista
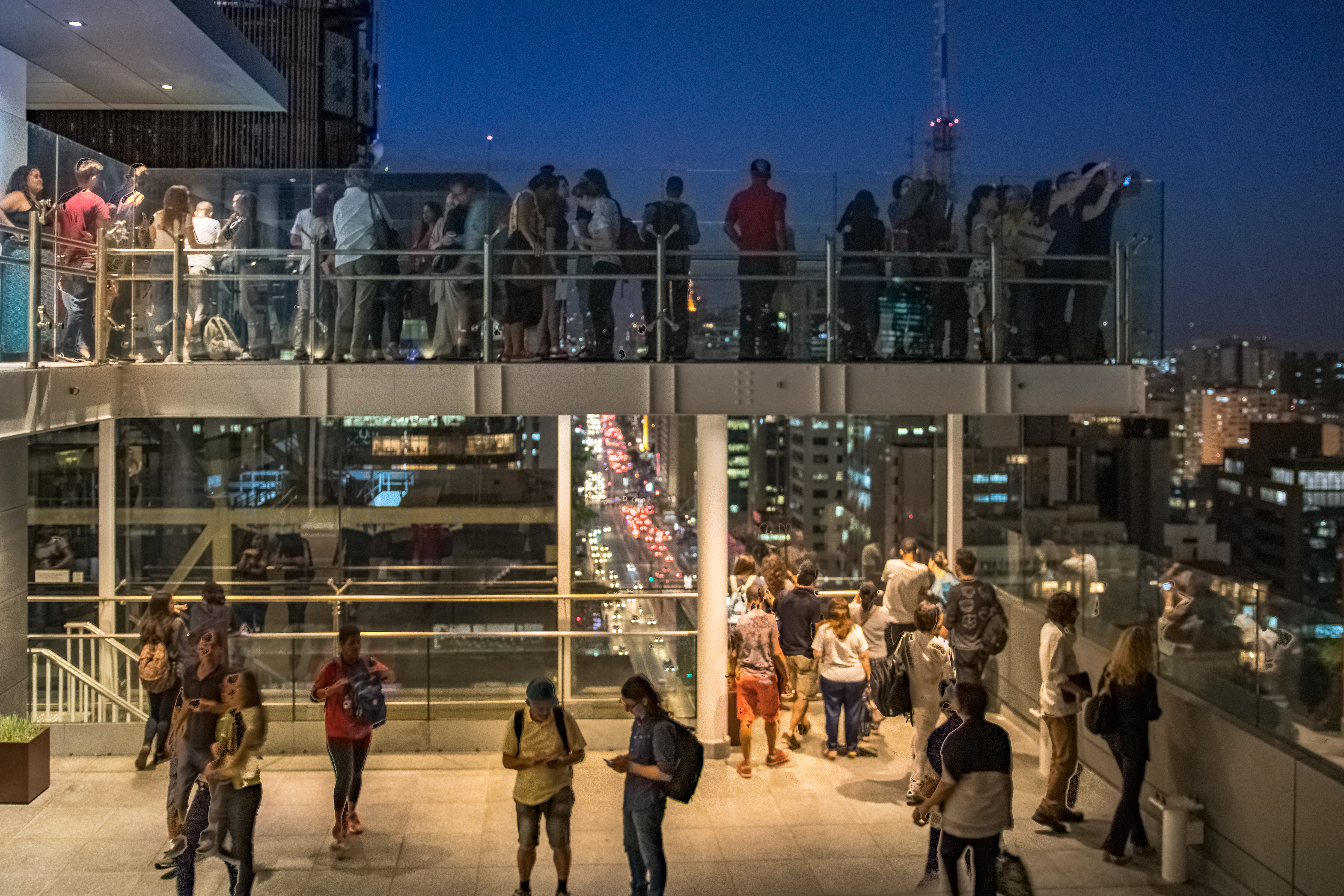
Mirante de noite
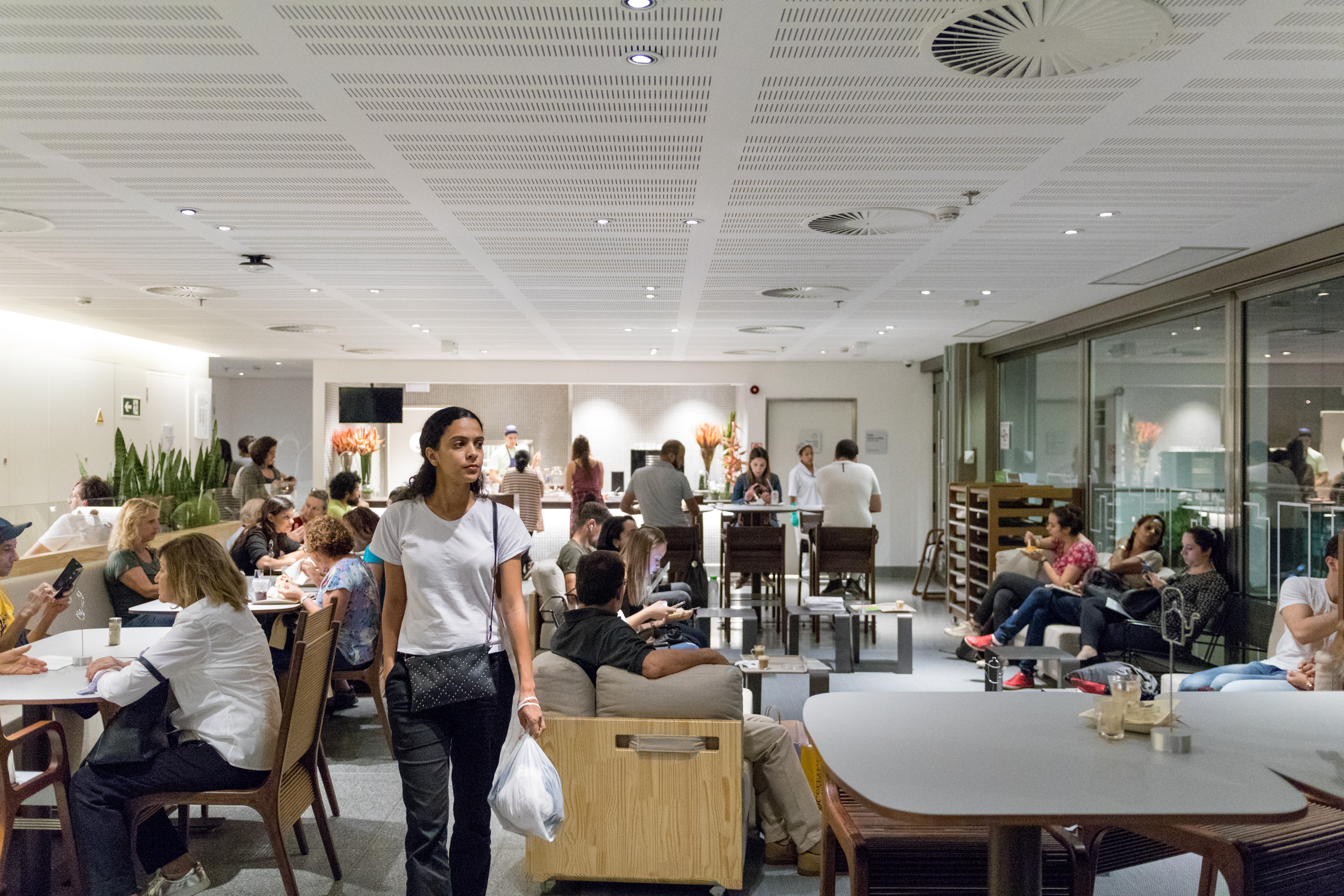
Café
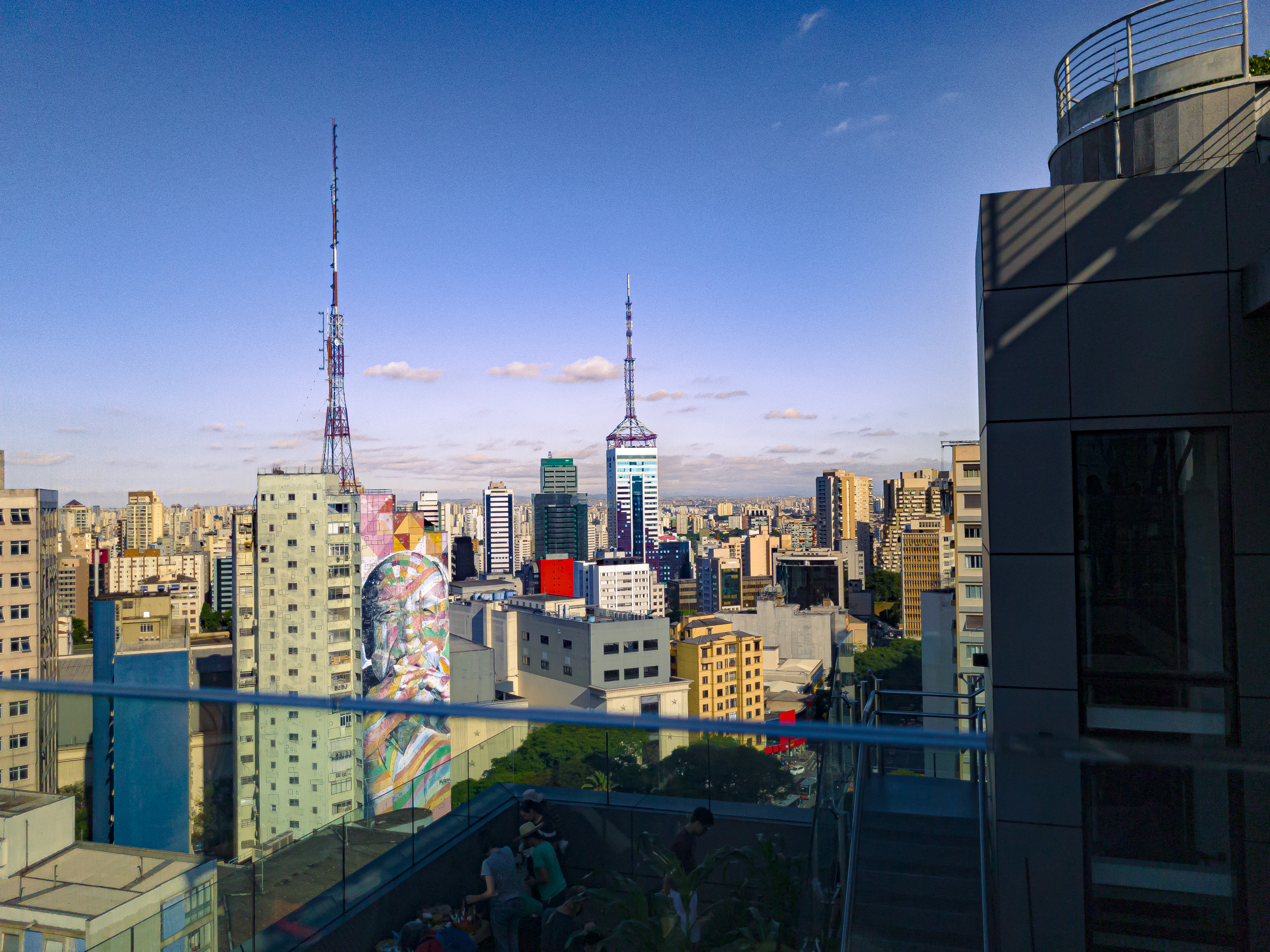
Vista da cidade a partir do Mirante